# Guillaume de Mello
Guillaume de Mello était le dix-neuvième abbé de Vézelay élu en 1161. Il est mort en 1171.

## Biographie

### Une puissante famille du nord de la France
Guillaume était issu de l’une des plus anciennes familles seigneuriales du Beauvaisis, dont la parentèle, aux ramifications complexes, s’étendait jusqu’en Bourgogne. Fier de descendre des comtes de Pontoise, chacun de ses membres se glorifiait d’être apparenté à Charlemagne ainsi qu’à Charles de La Roche Mello. Au-delà de cette prestigieuse ascendance, les Mello étaient liés aux Garlande, certains d’entre eux siégeaient au Conseil du roi et Dreux IV de Mello (1138-1218) eut la charge de Connétable de France. 
Son père était Dreux de Mello, fils de Gilbert II et sa mère, Richilde, était fille d’hugues de Mouchy, sœur de Renaud II de Clermont et de Félicie, reine d’Aragon.

### Vézelay se rapproche du roi
L’abbé Guillaume fut, quant à lui, honoré de certaines responsabilités par Louis VII: c’est en compagnie de Maurice de Sully et de l’archevêque de Tours qu’il fut chargé, en 1162, de négocier avec Frédéric Barberousse en faveur d’Alexandre III dans le cadre du schisme qui l’opposait à Victor IV.
Élu abbé de Vézelay par les moines, Guillaume, formé dans cette abbaye et à Cluny, avait été auparavant chanoine de la cathédrale de Beauvais durant les années 1130 puis abbé de Saint-Martin de Pontoise entre 1146 et 1161.

### Le rapprochement avec le pape Alexandre III
À son arrivée à Vézelay, il hérita d’une abbaye divisée entre clunisiens et anti-clunisiens. Pour remédier à cette crise qui troublait
la paix de la communauté, il semble qu’il n’ait pas hésité à revendiquer l’indépendance de son abbaye en se rapprochant du pouvoir papal. Ponce de Montboissier avait d’ailleurs engagé son abbaye dans ce sens, en 1159, à la mort d’Adrien IV, alors que le pape Victor disputait la tiare à Alexandre III, l’abbé de Cluny refusa d’accueillir les légats d’Alexandre, tandis que Ponce les reçut officiellement. En conséquence, lorsque le schisme fut réglé en faveur d’Alexandre, c’est sans difficulté que Guillaume de Mello obtint une bulle dégageant l’abbaye de Vézelay de la domination clunisienne (1162).

### La trahison du Comte de Nevers
Peu après son élection, en 1165, guillaume de Mello fut confronté à la révolte organisée par certains moines soutenus par comte Guillaume IV de Nevers (1161-1168). L’abbé n’eut alors aucune hésitation, il prit pour asile l’Abbaye de Saint-Germain-des-Prés de Paris d’où il sollicita l’aide du souverain. 
Ayant l’opportunité de s’investir pleinement dans les affaires vézeliennes et par là dans le Nivernais, Louis VII vint faire acte de justice sur la colline en remettant Guillaume de Mello à la tête de l’abbaye (6 janvier 1166).

### Études sur Guillaume de Mello
- Arnaud Timbert, Vézelay le chevet de La Madeleine et le premier gothique bourguignon, Rennes, Presses Universitaires de Rennes (coll. « art & Société »), 2009, 282 p.